# Segismundo da Prússia (1896–1978)
Segismundo da Prússia (em alemão:  August Wilhelm Viktor Karl Heinrich Sigismund Prinz von Preußen), (27 de novembro de 1896 - 14 de novembro de 1978) foi o segundo filho do príncipe Henrique da Prússia e da sua esposa, a princesa Irene de Hesse e Reno. Era sobrinho do kaiser Guilherme II da Alemanha e da czarina Alexandra da Rússia.

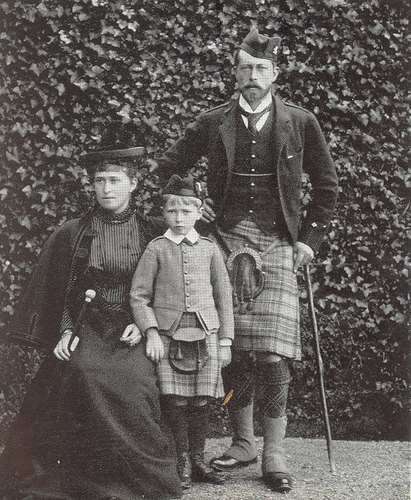
Segismundo na infância com os pais

## Casamento e descendência
A 11 de julho de 1919, Segismundo casou-se em Hemmelmark com a princesa Carlota de Saxe-Altemburgo, filha mais velha do duque Ernesto II de Saxe-Altemburgo. Tiveram dois filhos:
1. Bárbara da Prússia (2 de agosto de 1920 – 31 de maio de 1994) casada com o duque Cristiano Luís Mecklenburg-Schwerin; com descendência.
2. Alfredo da Prússia (17 de agosto de 1924 – 5 de junho de 2013) casado com Maritza Farkas (06 de agosto de 1929 – 01 de novembro de 1996); sem descendência.

## Costa Rica
Em 1927, o príncipe Segismundo mudou-se com a família para a Costa Rica. O príncipe tinha planos para começar uma plantação de bananas e café em terras que tinha comprado no país. Levaram apenas uma governanta consigo, uma vez que as crianças ainda eram muito novas.
Segismundo morreu em Puntarenas a 14 de novembro de 1978.

## Genealogia
| Segismundo da Prússia | Pai: Henrique da Prússia   | Avô paterno: Frederico III da Alemanha             | Bisavô paterno: Guilherme I da Alemanha         |
| Segismundo da Prússia | Pai: Henrique da Prússia   | Avô paterno: Frederico III da Alemanha             | Bisavó paterna: Augusta de Saxe-Weimar-Eisenach |
| Segismundo da Prússia | Pai: Henrique da Prússia   | Avó paterna: Vitória, Princesa Real do Reino Unido | Bisavô paterno: Vitória do Reino Unido          |
| Segismundo da Prússia | Pai: Henrique da Prússia   | Avó paterna: Vitória, Princesa Real do Reino Unido | Bisavó paterna: Alberto de Saxe-Coburgo-Gota    |
| Segismundo da Prússia | Mãe: Irene de Hesse e Reno | Avô materno: Luís IV, Grão-Duque de Hesse          | Bisavô materno: Carlos de Hesse e do Reno       |
| Segismundo da Prússia | Mãe: Irene de Hesse e Reno | Avô materno: Luís IV, Grão-Duque de Hesse          | Bisavó materna: Isabel da Prússia               |
| Segismundo da Prússia | Mãe: Irene de Hesse e Reno | Avó materna: Alice do Reino Unido                  | Bisavô materno: Vitória do Reino Unido          |
| Segismundo da Prússia | Mãe: Irene de Hesse e Reno | Avó materna: Alice do Reino Unido                  | Bisavó materna: Alberto de Saxe-Coburgo-Gota    |